# 152 (število)
152 (stó dváinpétdeset) je naravno število, za katero velja 152 = 151 + 1 = 153 - 1.
Sestavljeno število
152 je vsota štirih zaporednih praštevil: 152 = 31 + 37 + 41 + 43
Ne obstaja noben takšen cel x, da bi veljala enačba φ(x) = 152.
Harshadovo število